# Army of the Ohio

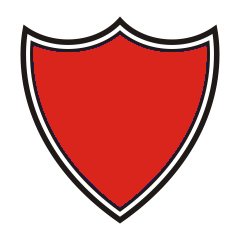
Abzeichen des XXIII. Korps

Army of the Ohio (Armee des Ohio, oft auch Ohio-Armee) war der Name von zwei Großverbänden der United States Army im Sezessionskrieg, benannt nach dem Fluss Ohio.

## Geschichte
Die erste Ohio-Armee wurde 1861 aufgestellt und von Don Carlos Buell geführt. Sie kämpfte unter anderem in den siegreichen Schlachten von Mill Springs und Shiloh.
Buell führte die Armee auch im Kentucky-Feldzug 1862 und bei der Schlacht von Perryville, kam danach jedoch unter Kritik und wurde seines Kommandos entbunden. William Starke Rosecrans wurde zu seinem Nachfolger ernannt, gleichzeitig wurde die Ohio-Armee in Cumberland-Armee umbenannt und hörte vorerst auf zu existieren.
Im März 1863 wurde der Name wieder neu belebt, als Generalmajor Ambrose Burnside das Kommando über die Truppen im Wehrbereich Ohio übernahm. Anfangs bestand die Armee nur aus dem XXIII. Korps, wurde aber für den Feldzug gegen Knoxville in Ost-Tennessee im Herbst 1863 durch das IX. Korps verstärkt. Bekannt wurde die Ohio-Armee unter Burnsides Führung auch für Camp Nelson. Es wurde zunächst als Depot angelegt und später einerseits für die Ausbildung der für die Nordstaaten rekrutierten Afroamerikaner und andererseits für die Unterbringung geflohener Sklaven genutzt.
Unter Burnsides Kommando konnte die Ohio-Armee Knoxville erobern und gegen konföderierte Angriffe von Generalleutnant Longstreet verteidigen. Nach der Schlacht gab Burnside den Oberbefehl über die Armee wegen Krankheit auf. Sein Nachfolger wurde General John G. Foster, bald darauf John McAllister Schofield. Unter ihm nahm die Ohio-Armee, nunmehr wieder nur noch das XXIII. Korps, am Atlanta-Feldzug teil.
Nach dessen erfolgreichem Abschluss verfolgte Schofield den konföderierten General Hood nach Tennessee und fügte ihm in der Schlacht von Franklin eine schwere Niederlage zu. Anschließend vereinigte er seine Armee mit George H. Thomas’ Cumberland-Armee in Nashville, wo die vereint schlagenden Unionisten Hood erneut besiegten.
Im Frühjahr 1865 wurde die Armee ostwärts nach North Carolina verlegt, wo sie durch das X. Korps verstärkt wurde und an William T. Shermans Carolina-Feldzug teilnahm, bevor sie mit dem Ende des Krieges aufgelöst wurde.

## Kommandeure

### Übersicht
| Oberbefehlshaber                    | von              | bis              | Quelle |
| ----------------------------------- | ---------------- | ---------------- | ------ |
| Don Carlos Buell                    | 9. November 1861 | 24. Oktober 1862 | [ 1 ]  |
| Ambrose E. Burnside                 | 11. April 1863   | 9. Dezember 1863 | [ 1 ]  |
| John G. Foster                      | 9. Dezember 1863 | 9. Februar 1864  | [ 1 ]  |
| John McAllister Schofield           | 9. Februar 1864  | 25. Mai 1864     | [ 1 ]  |
| Jacob Dolson Cox (vertretungsweise) | 25. Mai 1864     | 28. Mai 1864     | [ 1 ]  |
| John McAllister Schofield           | 28. Mai 1864     | 1. August 1865   | [ 1 ]  |